# Cratere Debye
Debye è un grande cratere lunare di 127,03 km situato nella parte nord-orientale della faccia nascosta della Luna, a sud del cratere Chappell ed a sud-ovest del cratere Rowland.
Il bordo di Debye è stato fortemente danneggiato da impatti successivi e la sua forma è stata distorta. Il margine nordorientale, in particolare, non è più curvo, ma ha un andamento più rettilineo: in complesso Debye presenta un aspetto approssimativamente poligonale. Il cratere Perkin è parzialmente sovrapposto al margine meridionale. La porzione di bordo più erosa è a nord-est, dove un gruppo di impatti minori, spesso tra loro sovrapposti, attraversa il margine sino all'interno. Anche il bordo occidentale si presenta assai battuto da piccoli crateri.
Il territorio circostante questa formazione è tormentato ed irregolarmente colpito da impatti di piccole dimensioni, ed il pianoro interno è caratterizzato dallo stesso aspetto tormentato dell'esterno e del margine. A sud, le propaggini esterne di Perkin si estendono nel piano interno, aggiungendo irregolarità alla formazione. Quello che appare l'impatto più recente è un piccolo cratere a tazza poco a sud-est del punto centrale.
Il cratere è dedicato al fisico e chimico olandese Peter Debye.

## Crateri correlati
Alcuni crateri minori situati in prossimità di Debye sono convenzionalmente identificati, sulle mappe lunari, attraverso una lettera associata al nome.
| Debye | Coordinate             | Diametro (in km) |
| ----- | ---------------------- | ---------------- |
| E     | 50°06′36″N 170°49′48″W | 40,97            |
| J     | 48°10′48″N 172°34′12″W | 28,88            |
| Q     | 47°25′48″N 179°08′24″W | 26,88            |